# 迪亚巴克尔省
迪亚巴克尔省（土耳其语：Diyarbakır ili）是位于土耳其东部的一个省，首府迪亚巴克尔。